# 2-й Кожуховский проезд
Второ́й Кожу́ховский проезд — проезд, расположенный в Южном административном округе города Москвы на территории Даниловского района.

## История
Проезд образовался в 1939 году. Первоначальное название — Малая Каширская улица. Своё нынешнее название проезд получил 8 июля 1955 года. Название связано с расположением проезда на месте бывшей деревни Кожухово, вошедшей в состав Москвы.

## Расположение
Второй Кожуховский проезд располагается большей частью по южной границе Третьего транспортного кольца (ТТК).
Улица начинается от железнодорожной станции Кожухово и на северо-востоке заканчивается на перекрёстке с 7-й Кожуховской улицей рядом с ТТК.
Южная часть улицы проходит через промышленный район завода ЗИЛ (начинается у 5-й проходной завода).
Второй Кожуховский проезд пересекает улицы: Трофимова, 5-ю Кожуховскую, Сайкина и 7-ю Кожуховскую.

## Транспорт
По улице проходят автобусы:
- с790 — остановка «Университет имени Витте»
- 944, с835 — остановки МЦК «Автозаводская»
- 888, с835 — остановка «7-я Кожуховская улица»

### Метро
- Станция метро «Автозаводская» Замоскворецкой линии — в 200 м от середины проезда.

### Железнодорожный транспорт
- Станция МЦК «Автозаводская» - на пересечении с 5-й Кожуховской улицей.
- Станция МЦК «ЗИЛ» - в непосредственной близости от проезда, рядом с проспектом Лихачёва.
- Станция МЦК «Дубровка» - в 800 м восточнее улицы.